# 日本ブラジル交流年
日本ブラジル交流年（にほんブラジルこうりゅうねん、ポルトガル語: Centenário da imigração japonesa ao Brasil、日伯交流年）は、2008年が、日本人が初めてブラジルに移住してから100周年を記念することから定められた記念年である。

## 概要
1908年、第一回日本人移民がブラジルに到着した。以降、日本人のブラジル移住は続き、2008年には100周年を迎えた。日伯の両政府は、2004年（平成16年）9月に小泉純一郎総理（当時）がブラジルを訪問した際、2008年を「日本ブラジル交流年（日伯交流年）」として祝うことで合意した。

## 記念事業
日本、ブラジル双方の経済界や地方自治体などの幅広い参加を得て、2007年（平成19年）1月、日伯交流年実行委員会が立ち上げられた。日伯交流年実行委員会では、日本、ブラジル両国で行われる、日本ブラジル交流年に関する事業の取りまとめを行い、日伯交流年記念事業の認定を行っている。

### 政府記念事業
日本政府は、記念貨幣・記念切手の発行などを日本ブラジル交流年の政府記念事業として実施した。記念切手のうちの2枚は、2011年（平成23年）時点で日本唯一のコーヒー切手とされている。

### 日伯交流年記念事業に認定を受けた事業
- Brasil Futsal Aid
株式会社Cascavel Futsal Clubeが主催するチャリティブランド。
- 大洋薬品オーシャンアリーナカップ2008
愛知県サッカー協会が主催するフットサル大会。